# 심천중학교
심천중학교(深川中學校)는 대한민국 충청북도 영동군 심천면 초강리에 있는 사립 중학교이다.

## 학교 연혁
- 1950년 3월 20일 : 심천장학회 창립, 학교 인가
- 1954년 3월 5일 : 심천원예학교로 개편 인가
- 1964년 12월 12일 : 심천중학교 개편 인가
- 1965년 3월 6일 : 초대 양세환 교장 취임
- 2019년 1월 8일 : 제52회 졸업식(졸업생 6,252명)
- 2019년 3월 1일 : 제9대 안성용 교장 취임
- 2019년 6월 11일 : 이사장 곽정순 선생 취임
- 2023년 3월 2일 : 신입생 9명 입학

## 참고 자료
- 심천중학교 - 한국교육학술정보원 학교알리미